# 熊の湯温泉
熊の湯温泉（くまのゆおんせん）は、長野県下高井郡山ノ内町大字平穏、志賀高原熊の湯にある温泉。平穏温泉（現湯田中渋温泉郷）の一部に数えられたこともある。

## 泉質
- 含硫黄-カルシウム・ナトリウム-炭酸水素塩・硫酸塩泉
  - 源泉温度63℃

## 温泉街
温泉街は無い。笠ケ岳、角間川左岸の川沿いにある「熊の湯ホテル」が商標権「熊の湯」をもつ温泉。発見された当初、傷を負った熊が温泉に入り傷を癒していたことから「熊の湯」と命名された。全国屈指の濃厚なエメラルドグリーン色をしている。熊が傷を癒したと伝えられるほどの濃厚な硫黄が特徴。
佐久間象山は「草津温泉の様である」と松代藩への調査報告をしている。硯川温泉は、角間川、硯川合流点を挟んで対岸である。熊の湯スキー場、熊の湯が有名なため硯川を含め一帯を熊の湯と誤認されることがあったが、2000年末「ほたる温泉」に名称変更した。ほたる温泉では日本において最も標高の高い地点でホタルの観測を行える場所である。

## 歴史
- 1848年（嘉永元年） - 佐久間象山が志賀高原の現地踏査の際に発見[1]。1849年（嘉永2年）説もある[2]。
- 1882年（明治15年） - 山本弥曽吉が宿浴場を設置[1]。

## 交通アクセス
- 鉄道：JR東日本長野駅より長電バス（急行 志賀高原線）で1時間40分、熊の湯下車。
- 鉄道：長野電鉄湯田中駅より長電バス（白根火山線／蓮池ターミナル乗り換え）で約40分、熊の湯下車。
- 道路：上信越自動車道信州中野ICより国道292号を30km。